# Norberto Ortigara
Norberto Anacleto Ortigara (Seberi, 08 de junho de 1955) é um economista e gestor público brasileiro. Atualmente exerce o cargo de Secretário de Estado da Fazenda do Paraná, após extensa atuação na Secretaria da Agricultura e Abastecimento do Paraná, sendo o titular mais longevo da pasta na história do Estado. Sua carreira é marcada pela dedicação ao serviço público, com foco nas áreas de desenvolvimento rural, segurança alimentar e gestão fiscal.

## Biografia
Ortigara nasceu em Seberi no Rio Grande do Sul. Filho de agricultores familiares, Bortolo Ortigara e Vitória Zanatta, foi criado em uma numerosa família de treze irmãos. Passou sua infância e adolescência dedicando-se ao trabalho na lavoura, utilizando métodos rudimentares como o arado de bois e a enxada até os 18 anos.
Formou-se técnico agropecuário no Colégio Agrícola de Frederico Westphalen, que anteriormente pertencia à Universidade Federal de Santa Maria. No início dos anos 70, seguindo alguns dos seus irmãos, escolheu o Paraná, mais especificamente Curitiba, para morar, trabalhar e criar seus três filhos. É casado há mais de 40 anos com Elenair Ortigara.
Cursou Economia na Universidade Federal do Paraná. Para custear seus estudos, trabalhou durante o dia em empresas como SHARP e FORD do Brasil, dedicando-se aos estudos à noite. Cursou pós-graduação em Economia Rural (1982) e Gestão Pública em Segurança Alimentar (2010).
Ingressou em concurso público na Secretaria da Agricultura do Paraná, em 1978. Passou por todas as ocupações de servidor, até tornar-se Secretário de Estado. Aposentou-se como servidor público após 37 anos, em setembro de 2015.

## Carreira e Trajetória Pública
Em 1978, iniciou sua carreira como servidor público no cargo de pesquisador no Escritório Regional de Paranavaí, no Departamento de Economia Rural (DERAL). Em 1979, foi transferido para Curitiba, onde tornou-se analista do mercado agrícola, chefe da Divisão de Conjuntura Agropecuária.
Em duas oportunidades, entre os anos de 1989 e 1994, e 1995 e 1998, foi o diretor do DERAL. Também foi o Diretor Geral da Secretaria de Estado de Agricultura e do Abastecimento por duas vezes, no período de 1994 e de 1999 a 2022.
Em 2005, integrou a equipe da Secretaria Municipal de Abastecimento de Curitiba, a convite do então prefeito Beto Richa. Assumiu o cargo primeiramente como Superintendente da pasta, e de 2006 a 2010, tornou-se o Secretário Municipal de Abastecimento. Durante o mandato, promoveu importantes transformações nos sistemas de abastecimento de Curitiba, com destaque para a modernização e o fortalecimento da agricultura urbana, a revitalização das feiras e sacolões, e a requalificação do mercado municipal. Também implantou os quatro restaurantes populares, expandiu os armazéns da família na capital e na Região Metropolitana, e viabilizou a criação do primeiro mercado público de produtos orgânicos do Brasil.
Ortigara assumiu, em 2011, a Secretaria de Estado da Agricultura e do Abastecimento do Paraná, novamente a convite do então governador, Beto Richa. Coordenou uma equipe responsável pelas ações de pesquisa agrícola (IAPAR), assistência técnica (EMATER), abastecimento alimentar (CEASA), serviços ligados ao campo (CODAPAR), agroecologia (CPRA), fomento, entre outros.
Durante a gestão até 2018, investiu fortemente no desenvolvimento das boas práticas agrícolas e na garantia da sanidade plena, na segurança dos alimentos, na adequação de estradas rurais, na agroecologia, de modo a atender os agricultores familiares, do agronegócio às comunidades mais fragilizadas, e no meio rural paranaense como um todo. Também participou da criação da Agência de Defesa Agropecuária (ADAPAR).
Após a nova eleição de governo, em 2018, decidiu aceitar o convite de Carlos Massa Ratinho Junior, governador eleito, para continuar à frente da SEAB. No novo mandato, implantou vários programas, os quais destacam-se: Coopera Paraná; Banco do Agricultor Paranaense; Compra Direta Paraná; Renova Paraná; Revit Paraná; Banco de Alimentos; Restaurantes Populares, Cozinhas e Hortas Comunitárias. Além disso, intensificou o Programa de Pavimentação de Estradas Rurais, com mais de 1.000 km de estradas pavimentadas.
Também foi responsável por ampliar as ações de sanidade agropecuária. Em 2021, conquistou o Certificado Internacional de Zona Livre de Febre Aftosa Sem Vacinação e Livre de Peste Suína Clássica. Em 2020, após regulamentação da lei, implantou o SUSAF (Sistema Unificado Estadual de Sanidade Agroindustrial Familiar, Artesanal e de Pequeno Porte), permitindo que as pequenas agroindústrias comercializassem seus produtos em todo o Estado do Paraná.
Durante seu mandato, o Estado também alcançou destaque na produção de proteína animal. O Paraná foi líder na produção nacional em 2023, com 34,3% e mais de 2,1 bilhões de frangos produzidos.
Em 2019, reestruturou o Sistema Estadual de Agricultura, auxiliando na criação do IDR-Paraná, entidade que uniu EMATER, IAPAR, CPRA e CODAPAR, agrupando a pesquisa, assistência técnica e extensão rural, o fomento e a agroecologia do Estado.
Atuou como conselheiro ou presidente de conselhos de administração ou fiscais, tais como Adapar, Emater, Copel, Ceasa, Claspar, Codapar, Cpra, Iapar, Simepar, Sanepar. É, ainda, conselheiro da ParanáPrevidência, da FDE (Fundação para o Desenvolvimento da Educação), da Celepar e da Agência de Fomento do Paraná. Foi também, presidente dos Fundos de Abastecimento Alimentar e de Segurança Alimentar de Curitiba. Foi conselheiro, diretor, vice-presidente e presidente do Conselho Regional de Economia (CORECON).
Em 2023, reassumiu como Secretário de Estado da Agricultura e do Abastecimento do Paraná. No ano de 2024, após o Decreto n.º 5716, foi nomeado ao cargo de Secretário da Secretaria de Estado da Fazenda do Paraná.
Em posse da nova pasta, Ortigara liderou iniciativas que fortaleceram a saúde fiscal do Estado e impulsionaram investimentos públicos. Em 2024, o Paraná alcançou a nota máxima (A+) na Capacidade de Pagamento (Capag) da Secretaria do Tesouro Nacional, refletindo a sólida gestão financeira. Esse reconhecimento foi acompanhado por um investimento público recorde de R$ 5,3 bilhões, o maior dos últimos 24 anos.
Além disso, foi eleito vice-presidente do Comitê Nacional dos Secretários de Fazenda (Comsefaz) para o biênio 2025–2027, representando a região Sul e contribuindo para debates sobre a reforma tributária e a gestão fiscal dos estados. Também tem atuado fortemente na implementação e regulamentação do novo modelo da Reforma Tributária no Estado.
Ortigara é conhecido por sempre empregar seu tempo profissional para analisar, compreender e construir soluções para o serviço público paranaense. É reconhecido pelo dinamismo e pelo amor ao trabalho. É respeitado pelo amplo conhecimento da agricultura e da política fazendária do Estado.

## Artigos
Autor de textos, artigos e estudos ligados ao comportamento da agricultura e gestão fazendária, publicou o artigo “Desafios Fiscais e investimentos públicos no Brasil”, em 2024, na Gazeta do Povo.
Em 2024, publicou os artigos “É importante reconhecer a importância da solidez fiscal” e “Os caminhos para alcançar a sustentabilidade fiscal”. No ano de 2025, abordou “Estados dão exemplo fiscal ao governo federal” e "Agronegócio ajuda a superar desafios da economia", todos no jornal O Globo.
Publicou o artigo “Estimativa de área cultivada com café para as safras 2004 e 2005, no Paraná, obtidos por meio de amostragem aleatória estratificada, utilizando como base cadastro de produtores”, em 2005, no Simpósio de Pesquisa dos Cafés do Brasil.

## Condecorações
- Título de "Engenheiro Agrônomo Honorário" (Associação dos Engenheiros Agrônomos do Paraná) - 2011;[22]
- Título de Cidadão Honorário do Paraná (Assembleia Legislativa do Paraná) - 2014;[23]
- Prêmio "Economista do Ano" (Conselho Regional de Economia da 6ª Região - Paraná) - 2017;[24]
- Título de Cidadão Honorário de Piraquara (Câmara Municipal de Piraquara) - 2022; [25]
- Prêmio de "Personalidade do Ano" (Troféu Agroleite - Castrolanda) - 2023;[26]
- Título de Cidadão Honorário de Paranavaí (Câmara Municipal de Paranavaí) - 2024; [27]
- Título de Cidadão Honorário de Curitiba (Câmara Municipal de Curitiba) - 2024; [28]
- Medalha Coronel Sarmento (Polícia Militar do Paraná) - 2025[29]
- Medalha de Mérito do Comando-Geral (Polícia Militar) - (2025)[30]